# Karlsburg-Brauerei

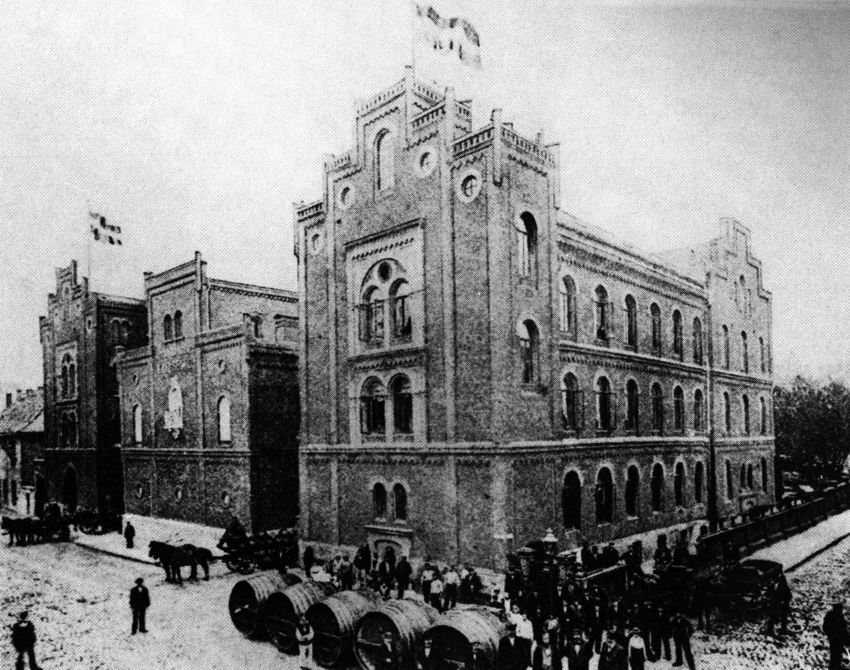
Die Karlsburg-Brauerei in Bremerhaven 1904

Die Karlsburg-Brauerei, bzw. Actien-Brauerei Karlsburg, war eine 1891 gegründete Brauerei in Bremerhaven, die bis 1974 Bestand hatte.

## Geschichte der Karlsburg-Brauerei

### Die Anfänge
Am 15. März 1891 kauften der Braumeister Oswald Kroker (* 5. Januar 1850 in Oderwitz) und die Brüder Albert und Georg Sprickhoff, Maurermeister aus Bremerhaven, das 1849/50 erbaute Auswandererhaus von Christian Lahusen, der die Immobilie 1887 erworben hatte. Im Juli desselben Jahres gründeten die drei Unternehmer die Actien-Brauerei Karlsburg mit einem Grundkapital von 500.000 Mark, das sich in 500 Aktien à je 1000 Mark aufteilte.
Benannt wurde die neue Brauerei nach der ehemaligen Festungsstadt Carlsburg, auf dessen Gelände zwischen Geeste und Weser das große, dreiflügelige Gebäude des Auswandererhauses errichtet worden war. Am 17. März 1892 nahm die Firma ihren Betrieb auf und lieferte am 16. Juni 1892 unter Braumeister B. Hoyer das erste Bier aus. Bis zur Gründung der Victoria-Brauerei in Wulsdorf 1901 war die Karlsburg-Brauerei die einzige Großbrauerei in Bremerhaven. 1893/94 betrug die produzierte Biermenge gemäß der ersten in der Provinzial-Zeitung veröffentlichten Bilanz 25.600 Hektoliter. Sie belieferte u. a. den Norddeutschen Lloyd.
1899/1900 wurde die Brauerei im ehemaligen Innenhof des Auswandererhauses zwischen den beiden Seitenflügeln um einen zweigeschossigen Anbau für weitere Produktionsanlagen vergrößert. Diese Erweiterung war – passend zum ursprünglichen Gebäude – im Stile der Neorenaissance gestaltet und mit einem Staffelgiebel versehen. Zur Straßenfront hin zierte eine Skulptur Karls des Großen, den Gambrinus einen Trinkbecher reicht, die Fassade.

### Im Ersten und Zweiten Weltkrieg
Während des Ersten Weltkriegs geriet die Karlsburg-Brauerei in finanzielle Schwierigkeiten, als die Aufträge der Handelsmarine einbrachen. Im Januar 1922 wurde der Betrieb schließlich von der Haake-Beck Brauerei aus Bremen übernommen. Die Produktionsanlagen wurden modernisiert, ein neuer Brunnen angelegt und eine neue Lager- und Versandhalle errichtet. Nach der Umbauphase 1924 entwickelte sich Nachfrage nach den drei Sorten Gold, Export und Kraftbier sehr gut, so dass ab 1929 die Produktionsplatte ausgeweitet und zusätzliche Niederlassungen in Minden, Cuxhaven, Dorum und Bederkesa eröffnet werden konnten.
In der Zeit des Nationalsozialismus wurde ein Anbau der Brauerei als Gefängnis genutzt, in dem Verhöre und Misshandlungen stattfanden und Mitglieder der Bremerhavener KPD sowie Angehörige der Sinti interniert wurden. Bis zum Zweiten Weltkrieg konnte der Umsatz der Brauerei zunächst durch Belieferung der Kreuzfahrtschiffe der Organisation Kraft durch Freude und später der Wehrmacht und der Kriegsmarine gesteigert werden, war ab 1941 jedoch durch die Rohstoffknappheit und die Beschlagnahmung von Fahrzeugen und Pferden stark rückläufig. Als bei einem schweren Bombenangriff auf die Bremerhavener Innenstadt am 18. September 1944 der Südflügel der Brauerei ausbrannte und weitere Gebäudeteile beschädigt wurden, musste die Produktion fast vollständig eingestellt werden.

### Die 1950er und 1960er Jahre
Nach Kriegsende im Mai 1945 wurde die Brauerei von der US-amerikanischen Besatzungsverwaltung beschlagnahmt und durfte zur Versorgung der in Bremerhaven stationierten Soldaten die Produktion wieder aufnehmen, während für andere Hersteller ein Brauverbot bis 1948 bestand. Die Wiederaufnahme der Produktion in großem Umfang Anfang der 1950er Jahre war sehr erfolgreich, insbesondere der Absatz an Flaschenbieren wurde in den folgenden Jahren stetig gesteigert. 1954 arbeiteten in dem Betrieb wieder knapp 100 Beschäftigte und 1957 wurde der zerstörte Südflügel in Betonbauweise neu errichtet und die alten Gebäudeteile mit einer neuen Fassade verkleidet. Auch in den 1960er Jahren entwickelten sich die Geschäfte sehr gut, so dass die Produktionsmenge verdoppelt werden konnte.

### Das Ende der Karlsburg-Brauerei
In den 1970er Jahren begann der Umsatz zu stagnieren und die Karlsburg-Brauerei kam zunehmend in eine schwierige Lage – von den drei Standorten der Haake-Beck Brauerei war Bremerhaven der mit den höchsten Produktionskosten. Die Konzernleitung beschloss daraufhin 1974 den Betrieb einzustellen. Am 31. März 1974 wurde hier das letzte Bier gebraut und am 30. Juni die Produktion stillgelegt. Das Karlsburg Pils wurde in der Folge bei der Hemelinger-Brauerei in Bremen hergestellt.
Das Gebäude der Brauerei wurde zunächst als Niederlassung von Haake-Beck weitergenutzt, bis es 1979 an das Land Bremen verkauft wurde, das hier die Hochschule Bremerhaven errichten ließ. Die neueren Teile des Brauereigebäudes und die vorgebauten Fassadenverkleidungen wurden abgerissen und die historisch wertvollen Gebäudeteile des ehemaligen Auswandererhauses erhalten und in den Hochschul-Neubau integriert.